# Địa lý Nhật Bản

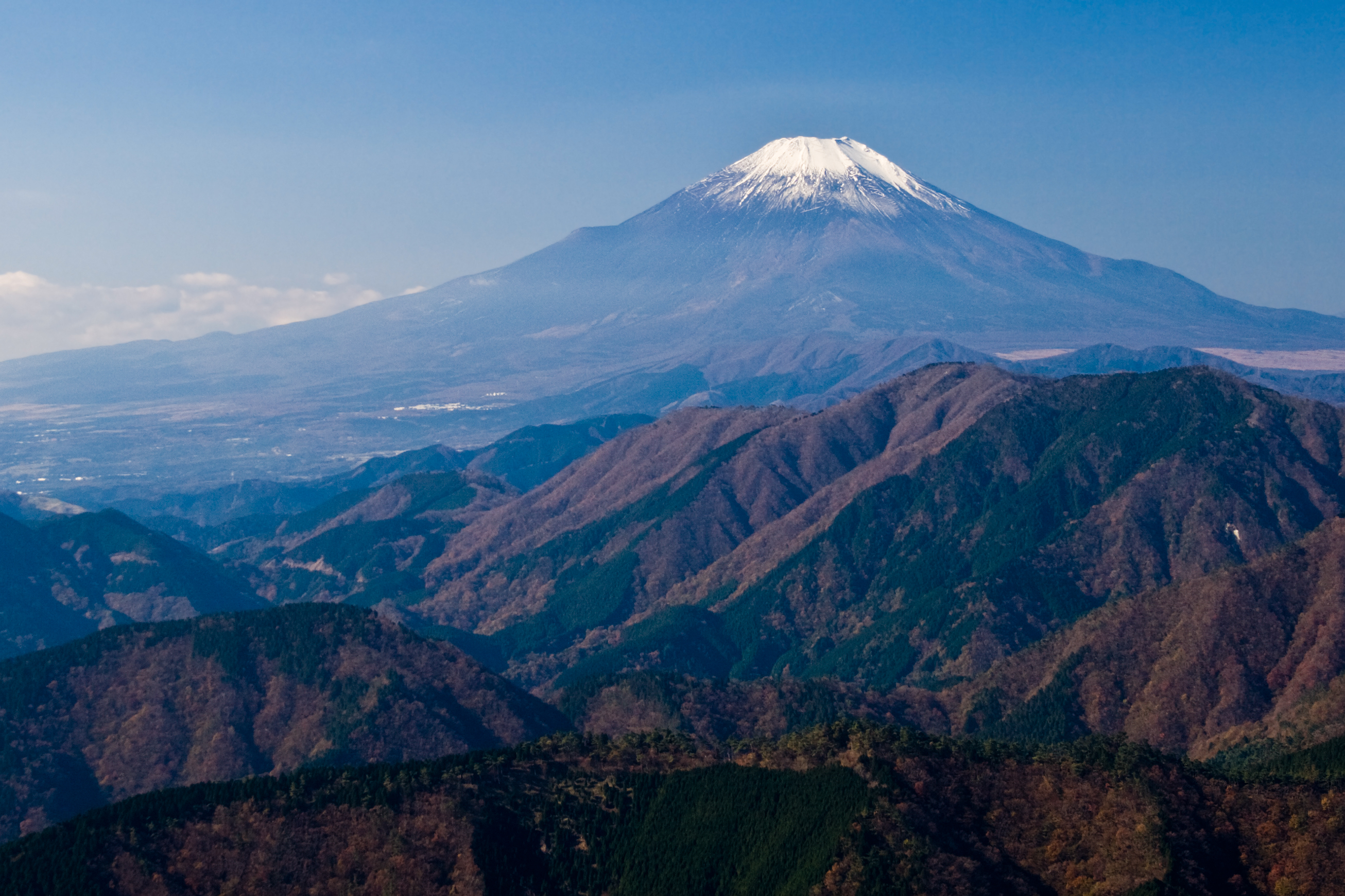
Núi Phú Sĩ (Fujisan 富士山)

Nhật Bản là một đảo quốc bao gồm một quần đảo địa tầng trải dọc tây Thái Bình Dương ở Đông Bắc Á, với các đảo chính bao gồm Honshu, Kyushu, Shikoku và Hokkaido. Các đảo Nhật Bản là một phần của dải núi ngầm trải dài từ Đông Nam Á tới Alaska. Nhật Bản có bờ biển dài 37.000 km, có đá lớn và nhiều vịnh nhỏ nhưng rất tốt và đẹp. Đồi núi chiếm 73% diện tích tự nhiên cả nước, trong đó không ít núi là núi lửa, có một số đỉnh núi cao trên 3000 mét, hơn 532 ngọn núi cao hơn 2000 mét. Ngọn núi cao nhất là núi Phú Sĩ (Fujisan 富士山) cao 3776 mét. Giữa các núi là các cao nguyên và bồn địa. Nhật Bản có nhiều thác nước, suối, sông và hồ. Đặc biệt, ở Nhật Bản có rất nhiều suối nước nóng, là nơi hàng triệu người Nhật thường tới để nghỉ ngơi và chữa bệnh.
Vì nằm ở tiếp xúc của một số mảng kiến tạo, nên Nhật Bản hay có động đất gây nhiều thiệt hại. Động đất ngoài khơi đôi khi gây ra những cơn sóng thần. Vùng Hokkaido và các cao nguyên có khí hậu á hàn đới, các quần đảo ở phương Nam có khí hậu cận nhiệt đới, các nơi khác có khí hậu ôn đới. Mùa đông, áp cao lục địa từ Siberia thổi tới khiến cho nhiệt độ không khí xuống thấp; vùng Thái Bình Dương có hiện tượng foehn- gió khô và mạnh. Mùa hè, đôi khi nhiệt độ lên đến trên 30 độ C, các khu vực đô thị có thể lên đến gần 40độ C. Không khí mùa hè ở các bồn địa nóng và ẩm. Vùng ven Thái Bình Dương hàng năm chịu một số cơn bão lớn.
Nhật Bản được chia làm 9 vùng địa lý lớn.

## Vị trí
Nhật Bản nằm ở phía Đông của châu Á, phía Tây của Thái Bình Dương, do bốn quần đảo độc lập hợp thành. Bốn quần đảo đó là: quần đảo Kuril (Nhật Bản gọi là quần đảo Chishima), quần đảo Nhật Bản, quần đảo Ryukyu, và quần đảo Izu-Ogasawara. Những quốc gia và lãnh thổ lân cận ở vùng biển Nhật Bản là Nga, Bắc Triều Tiên, Hàn Quốc; ở vùng biển Đông Hải là Trung Quốc, Đài Loan; đi xa hơn về phía Nam là Philippines và quần đảo Bắc Mariana.
Vì là một đảo quốc, nên xung quanh Nhật Bản toàn là biển. Nhật Bản không tiếp giáp quốc gia hay lãnh thổ nào trên đất liền. Tuy nhiên, bán đảo Triều Tiên và bán đảo Sakhalin (Nhật Bản gọi là Karafuto) chỉ cách các đảo chính của Nhật Bản vài chục km.
Xét theo kinh độ và vĩ độ, các điểm cực của Nhật Bản như sau:
- Điểm cực Đông: 24°16′59″B 153°59′11″Đ / 24,28306°B 153,98639°Đ.
- Điểm cực Tây: 24°26′58″B 122°56′1″Đ / 24,44944°B 122,93361°Đ.
- Điểm cực Bắc: 45°33′21″B 148°45′14″Đ / 45,55583°B 148,75389°Đ.
- Điểm cực Nam: 20°25′31″B 136°04′11″Đ / 20,42528°B 136,06972°Đ.

Trên biển, Nhật Bản có vùng đặc quyền kinh tế với đường viền danh nghĩa cách bờ biển 200 hải lý, song trên thực tế ở các vùng biển Nhật Bản và biển Đông Hải thì phạm vi hẹp hơn nhiều do đây là các biển chung. Tương tự, vùng lãnh hải của Nhật Bản không phải hoàn toàn có đường viền cách bờ biển 12 hải lý. Đường bờ biển của Nhật Bản có tổng chiều dài là 33.889 km.

## Diện tích
- Trên đất liền: 379067 km², rộng thứ 62 trên thế giới. (Xem thêm Danh sách quốc gia theo diện tích)
- Lãnh hải: 3091 km².

## Tự nhiên
Theo thuyết kiến tạo mảng (plate tectonics), Nhật Bản nằm trên chỗ tiếp xúc giữa 4 mảng kiến tạo là Á-Âu, Bắc Mỹ, Thái Bình Dương và Philippines. Các quần đảo của Nhật Bản hình thành do vài đợt vận động tạo núi và có từ cách đây lâu nhất là 2,4 triệu năm. Xét về mặt địa chất học, như vậy là rất trẻ.
Chính vì vậy, Nhật Bản có hai đặc trưng tự nhiên khiến cho nước này nổi tiếng thế giới đó là nhiều núi lửa, lắm động đất.
Mỗi năm Nhật Bản chịu vào khoảng 1000 trận động đất. Các hoạt động địa chấn này đặc biệt tập trung vào vùng Kanto, nơi có thủ đô Tokyo và người ta cho rằng cứ 60 năm Tokyo lại gặp một trận động đất khủng khiếp. Động đất với mức 7 hoặc 8 trong thang Richter đã từng xảy ra ở Nhật Bản. Động đất cấp 3, 4 xảy ra thường xuyên. Trận động đất xảy ra vào ngày 1 tháng 9 năm 1923, với cường độ 8,2 trên thang Richter, đã tàn phá phần lớn hai thành phố Tokyo và Yokohama. Động đất là mối đe dọa lớn nhất đối với Nhật Bản nên chính phủ Nhật mỗi năm đã phải bỏ ra hàng tỉ Yên Nhật để tìm kiếm một hệ thống báo động sớm về động đất, và khoa học địa chấn tại Nhật Bản được coi là tiến bộ nhất trên thế giới nhưng kết quả của các nghiên cứu và các dụng cụ báo động cho tới nay chưa được coi là đáng tin cậy.
Nhật Bản có 186 núi lửa còn hoạt động trong đó có núi Phú Sĩ. Đi kèm với núi lửa là các suối nước nóng cũng có rất nhiều ở Nhật Bản.

## Địa hình

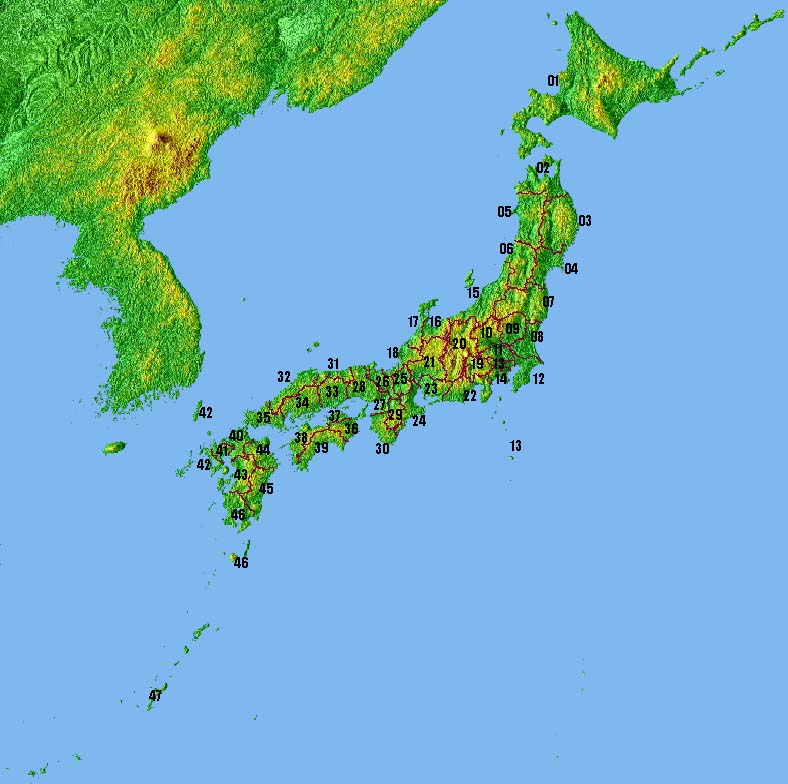
Địa hình Nhật Bản

Địa hình núi chiếm 73% diện tích tự nhiên của Nhật Bản. Giữa các núi có những bồn địa nhỏ, các cao nguyên và cụm cao nguyên. Số lượng sông suối nhiều, nhưng độ dài của sông không lớn. Ven biển có những bình nguyên nhỏ hẹp là nơi tập trung dân cư và các cơ sở kinh tế nhất là phía bờ Thái Bình Dương.
Điểm cao nhất ở Nhật Bản là đỉnh núi Phú Sĩ, cao tuyệt đối 3776m. Điểm thấp nhất ở Nhật Bản là một hầm khai thác than đá ở Hachinohe, -135m.

### Núi non
Nhật Bản có nhiều dãy núi lớn, nổi tiếng nhất là ba dãy núi thuộc Alps Nhật Bản. Các dãy núi phần nhiều là từ đáy biển đội lên và có hình cánh cung. Núi cao trên 3000m ở Nhật Bản có đến hơn một chục ngọn. Trên Alps Nhật Bản tập trung khá nhiều đỉnh có độ cao trên 2500m. Số núi lửa đang hoạt động có khoảng gần 200.
Một số núi sau ở Nhật Bản cao từ 3000 hoặc hơn. Đó là các đỉnh núi:
- Núi Phú Sĩ (tiếng Nhật: 富士山, độ cao tuyệt đối: 3776m)
- Kitadake (北岳, 3193m)
- Hotakadake (穂高岳, 3190m)
- Ainodake (間ノ岳, 3189m)
- Yarigatadake (槍ヶ岳, 3180)
- Akaishidake (赤石岳, 3120m)
- Núi Ontake (御嶽山, 3067m)
- Shiomidake (塩見岳, Đỉnh phía Đông 3047m, Đỉnh phía Tây 3052m)
- Arakawadake (荒川岳, 3141m)
- Shenjougatake (仙丈ヶ岳, 3033m)
- Notoridake (農鳥岳, 3026m)
- Norikuradake (乗鞍岳, 3026m)
- Tateyama (立山, 3015m)
- Hijiridake (聖岳, 3013m)

### Bình nguyên
Nhật Bản có gần 60 bình nguyên nằm ở ven biển (đồng bằng ven biển), nơi có sông đổ ra. Tổng diện tích các bình nguyên bằng khoảng 20% diện tích cả nước. Các bình nguyên nhìn chung đều hẹp. Bình nguyên lớn nhất là bình nguyên Kanto.

### Bồn địa và cao nguyên
Nhật Bản có trên 60 bồn địa- những vùng đất trũng giữa các núi, và khoảng gần 40 cao nguyên và cụm cao nguyên (những cao nguyên liền kề nhau).

### Sông hồ

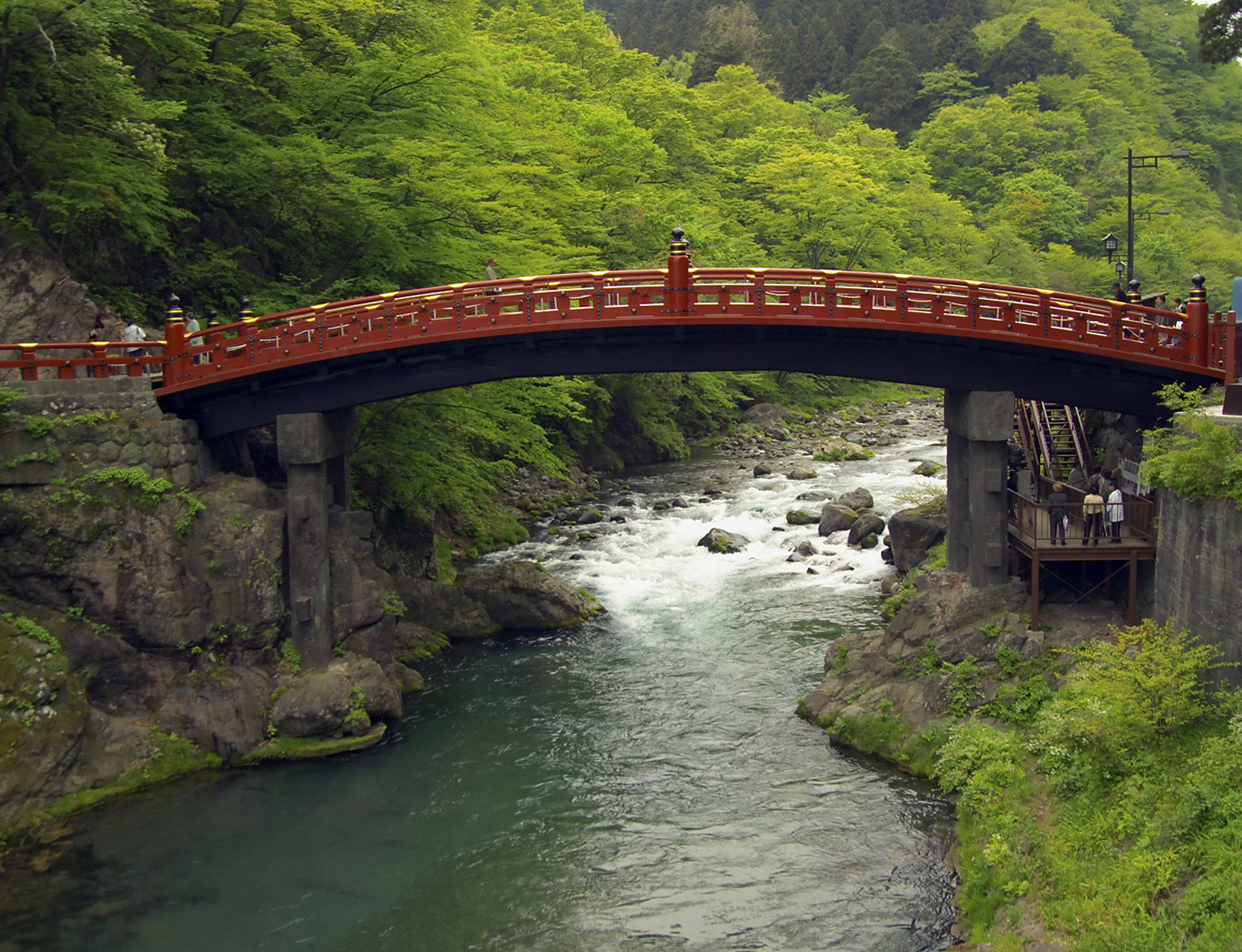
Một dòng sông ở thành phố Nikko, Nhật Bản

#### Sông
Các sông chính ở Nhật Bản từ Bắc xuống Nam là:
Vùng Hokkaidō
- Ishikari (tiếng Nhật: 石狩川) - sông dài thứ ba
- Teshio (天塩川)
- Tokachi (十勝川)
- Chitose (千歳川)
- Bifue (美笛川)
- Okotanpe (オコタンペ川)
- Ninaru (ニナル川)

Vùng Tohoku
- Mogami (最上川)
- Omono (雄物川)
- Yoneshiro (米代川)
- Iwaki (岩木川)
- Oirase (奥入瀬川)
- Mabechi (馬淵川)
- Kitakami (北上川)
- Abukuma (阿武隈川)

Vùng Kanto
- Tone (利根川) - sông có lưu vực rộng nhất và đồng thời là sông dài thứ hai
- Arakawa (荒川)
- Tama (多摩川)
- Sagami (相模川)

Vùng Chubu
Sông chảy vào biển Nhật Bản:
- Agano (阿賀野川)
- Shinano (信濃川) hoặc Chikuma (千曲川) - sông dài nhất Nhật Bản
- Seki (関川)
- Hime (姫川)
- Kurobe (黒部川)
- Jōganji (常願寺川)
- Jinzū (神通川)
- Shō (庄川)
- Oyabe (小矢部川)
- Tedori (手取川)
- Kuzuryū (九頭竜川)

Sông đổ ra Thái Bình Dương:
- Fuji (富士川)
- Abe (安倍川)
- Ōi (大井川)
- Tenryū (天竜川)
- Toyokawa (豊川)
- Yahagi (矢作川)
- Shōnai (庄内川)
- Kiso (木曽川)
- Nagara (長良川)
- Ibi (揖斐川)

Vùng Kansai
- Yodo (淀川), Seta (瀬田川) hoặc Uji (宇治川)

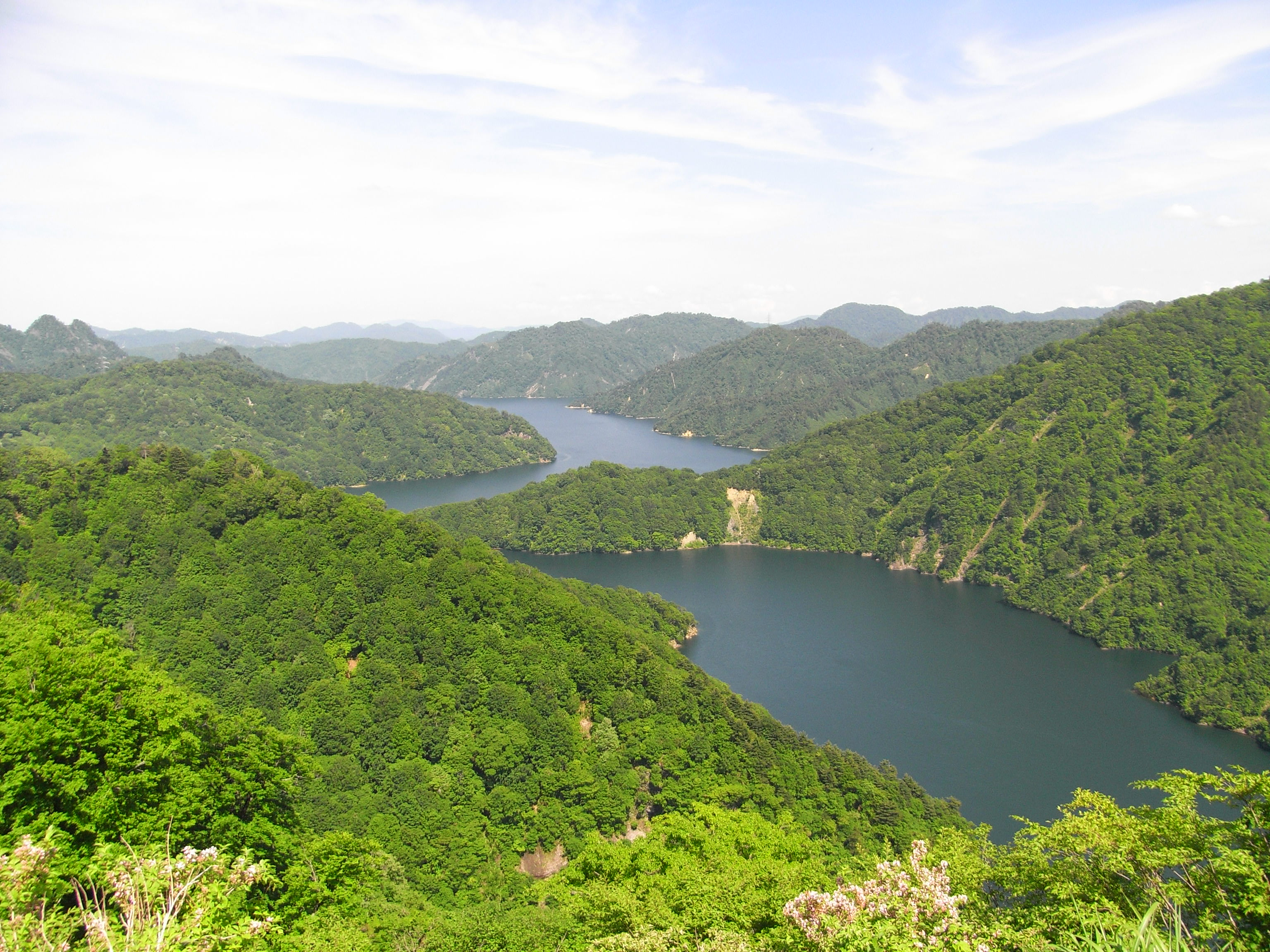
Hồ Tagokura

- Yamato (大和川)
- Kinokawa (紀ノ川)
- Mukogawa (武庫川)

Vùng Chugoku
- Sendai (千代川)
- Gōnokawa (江の川)
- Takahashi (高梁川)
- Ōta (太田川)

Vùng Shikoku
- Yoshino (吉野川)
- Shimanto (四万十川)

Vùng Kyushu
- Chikugo (筑後川)
- Kuma (球磨川)

#### Hồ
Sau đây là danh sách một số hồ lớn nhất ở Nhật Bản xếp theo diện tích từ lớn xuống nhỏ. (Đây chưa phải là danh sách đầy đủ toàn bộ hồ ở Nhật Bản)
| Thứ tự | Tên         | Tỉnh          | Diện tích (km²) | Độ cao (m) | Độ sâu tối đa (m) |
| ------ | ----------- | ------------- | --------------- | ---------- | ----------------- |
| 1      | Biwa        | Shiga         | 670,3           | 85         | 103,8             |
| 2      | Kasumigaura | Ibaraki       | 167,6           | 0          | 7,1               |
| 3      | Saroma      | Hokkaido      | 151,9           | 0          | 19,6              |
| 4      | Inawashiro  | Fukushima     | 103,3           | 514        | 93,5              |
| 5      | Nakaumi     | Shimane       | 86,2            | 0          | 17,1              |
| 6      | Kussharo    | Hokkaido      | 79,3            | 121        | 117,5             |
| 7      | Shinji      | Shimane       | 79,1            | 0          | 6,0               |
| 8      | Shikotsu    | Hokkaido      | 79,1            | 247        | 360,1             |
| 9      | Tōya        | Hokkaido      | 78,4            | 84         | 179,7             |
| 10     | Hamana      | Shizuoka      | 70,7            | 0          | 13,1              |
| 11     | Ogawara     | Aomori        | 65,0            | 0          | 24,4              |
| 12     | Towada      | Aomori, Akita | 62,2            | 400        | 326,8             |
| 13     | Notoro      | Hokkaido      | 61,0            | 0          | 23,1              |
| 14     | Fūren       | Hokkaido      | 58,4            | 0          | 13,0              |
| 15     | Kitaura     | Ibaraki       | 35,2            | 0          | 7,0               |
| 16     | Abashiri    | Hokkaido      | 32,3            | 0          | 16,1              |
| 17     | Akkeshi     | Hokkaido      | 32,3            | 0          | 11,0              |
| 18     | Hachirōgata | Akita         | 27,7            | 0          | 12,0              |
| 19     | Tazawa      | Akita         | 25,8            | 249        | 423,4             |
| 20     | Mashū       | Hokkaido      | 19,2            | 351        | 211,4             |
| 21     | Jūsan       | Aomori        | 18,1            | 0          | 1,5               |
| 22     | Kutcharo    | Hokkaido      | 13,3            | 0          | 3,3               |
| 23     | Akan        | Hokkaido      | 13,0            | 420        | 44,8              |
| 24     | Suwa        | Nagano        | 12,9            | 759        | 7,6               |
| 25     | Chūzenji    | Tochigi       | 11,8            | 1.269      | 163,0             |
| -      | Kizaki      | Nagano        | 1,4             | 764        | 29,5              |

## Biển và bờ biển

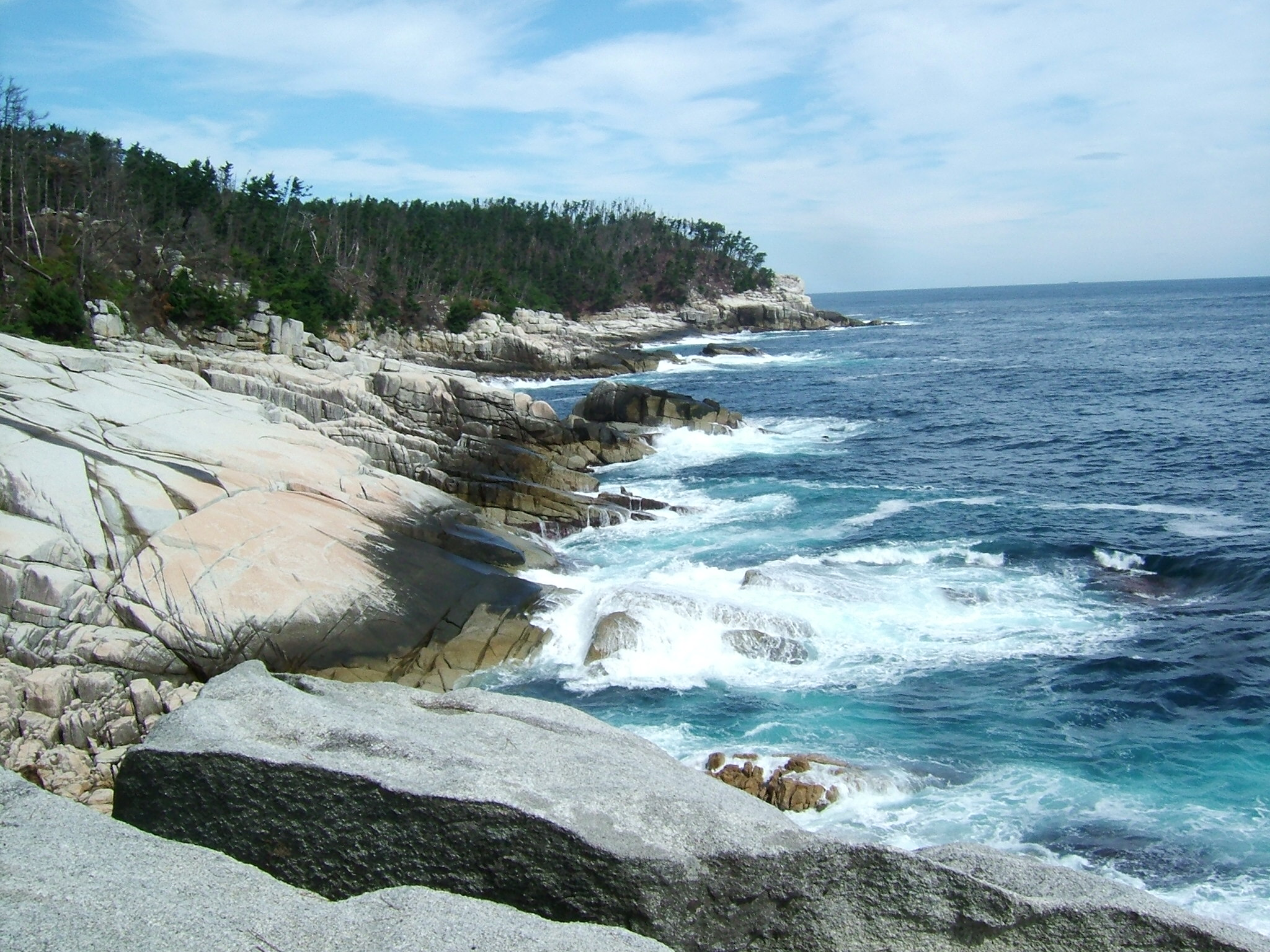
Một góc bờ biển ở Kinkasan, Miyagi, Nhật Bản

Xung quanh Nhật Bản là một loạt các biển thông nhau. Phía Đông và phía Nam là Thái Bình Dương. Phía Tây Bắc là biển Nhật Bản. Phía Tây là biển Đông Hải. Phía Đông Bắc là biển Okhotsk. Vùng biển xung quanh các quần đảo Izu, Ogasawara, Nansei của Nhật Bản chính là biển Philippines theo cách gọi của thế giới, song các văn kiện của chính phủ Nhật Bản vẫn chỉ gọi đó là Thái Bình Dương. Vùng biển nằm giữa Honshu và Shikoku gọi là biển Seito Naikai.
Từ phía Nam, Nhật Bản có hải lưu Kuroshio chảy qua. Từ phía Bắc xuống có hải lưu Oyashio.
Nhật Bản có bờ biển dài với nhiều loại địa hình. Bờ biển Sanriku, Shima, Wakasa, Seto Naikai, Tây Kyushu nhiều chỗ ăn sâu vào đất liền và có nhiều cửa sông. Trong khi đó bờ biển Hokkaido, Shimokitahonto, Kashimanada, Enshunada, và bờ biển Nhật Bản lại ít thay đổi, có nhiều bãi cát và cồn cát.

## Khí hậu
Do địa thế và lãnh thổ trải dài 25 độ vĩ tuyến, khí hậu của Nhật Bản cũng phức tạp. Tại miền bắc của đảo Hokkaido, mùa hè ngắn nhất, mùa đông dài với tuyết rơi nhiều; trong khi đó, đảo Ryukyu (Lưu Cầu) có khí hậu bán nhiệt đới; và do ở gần lục địa châu Á, Nhật Bản cũng chịu các ảnh hưởng thời tiết của lục địa này. Vào mùa đông từ tháng 12 tới tháng 2, gió lạnh và khô của miền Siberia thổi về hướng Nhật Bản, đã gặp không khí ẩm và nóng của Thái Bình Dương, tạo ra các trận tuyết lớn trên các phần đất phía tây. Miền đông của Nhật Bản ít bị tuyết hơn nhưng cũng rất lạnh. Vào tháng giêng, thành phố Tokyo lạnh hơn thành phố Reykjavik của Iceland nhưng tuyết rơi ít hơn.
Phía nam của đảo Kyushu và các đảo Nansei vào mùa đông ít lạnh hơn, đây là nơi mùa xuân tới trước tiên với hoa Anh Đào, một sự kiện rất quan trọng đối với người Nhật Bản. Vào cuối tháng 3, hoa Anh Đào bắt đầu nở trên đảo Kyushu và nở dần lên tới phía bắc của đảo Hokkaido vào tuần lễ thứ hai của tháng 5. Mùa hoa Anh Đào là mùa tốt đẹp nhất để du khách viếng thăm Nhật Bản. Sau khi hoa đã tàn là các trận mưa thất thường trước khi mùa mưa (tsuyu) đến và kéo dài trong hai tháng.

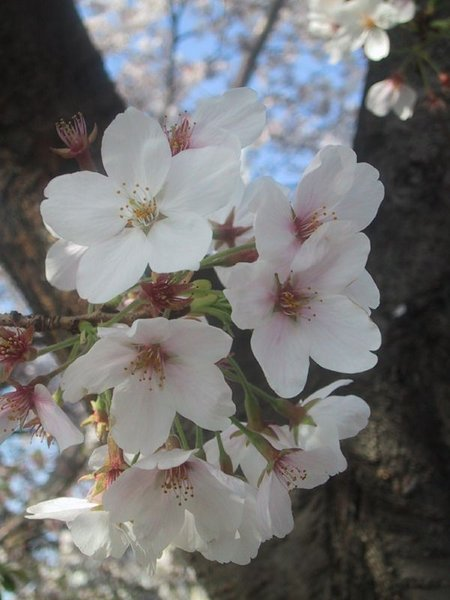
Hoa Anh Đào (Sakura 桜)
Tên khoa học là Prunus

Mùa hè tại Nhật Bản bắt đầu từ tháng 6 tới tháng 8 với các luồng khí từ Thái Bình Dương thổi tới, làm cho phần lớn lãnh thổ Nhật Bản nóng và ẩm. Đầu mùa hè cũng có các trận mưa, bắt đầu từ miền nam và lâu vài tuần lễ rồi chuyển dần lên mạn bắc. Độ nóng của mùa hè cao nhất vào tháng 8 với thời tiết ngột ngạt, rất khó chịu, khiến cho nhiều người trốn sức nóng mà chạy lên miền núi mát mẻ hơn. Vào cuối mùa hè, Nhật Bản gặp khoảng 3 tới 4 trận cuồng phong lớn vào tháng 9 và các trận nhỏ vào tháng 8. Tại miền nam và tại miền bờ biển Thái Bình Dương, nhiều trận gió mạnh làm đổ nhà cửa, lật úp tàu thuyền. Nhật Bản còn chịu ảnh hưởng của gió mùa, chịu các trận sóng thần (tsunami) do các vụ động đất ngầm dưới đáy biển. Tới tháng 10 và tháng 11, thời tiết trở nên dịu đi, lá cây bắt đầu đổi màu, đây cũng là thời gian tốt đẹp cho khách du lịch.
Mùa hè và mùa đông tại Nhật Bản là hai thái cực trong khi mùa xuân và mùa thu có thời tiết tương đối dịu hơn, với ít mưa và các ngày quang đãng. Thủ đô Tokyo của Nhật Bản nằm trên cùng vĩ độ với các thành phố Athens của Hy Lạp, Tehran của Iran và Los Angeles của Hoa Kỳ. Vào mùa đông tại Tokyo, trời lạnh vừa với độ ẩm thấp và đôi khi có tuyết, trái với mùa hè có nhiệt độ và độ ẩm cao.

## Động vật, thực vật và tài nguyên
Các hải đảo Nhật Bản trải dài 25 vĩ độ vì thế đất nước này có nhiều loại thực vật và động vật. Tại nhóm hải đảo Ryukyu và Ogasawara ở về phía nam, thời tiết thuộc loại bán nhiệt đới nên động vật và thực vật giống như của bán đảo Mã Lai; trong khi tại phần đất chính của Nhật Bản hay tại các đảo Honshu, Kyushu và Shikoku, thời tiết giống như Trung Hoa và Triều Tiên; còn miền trung và miền bắc của đảo Hokkaido có khí hậu gần cực, rất lạnh nên có nhiều rừng thông loại lá lớn.
Thực vật và động vật tại Nhật Bản qua nhiều thế kỷ đã bị ảnh hưởng do sự du nhập từ các quốc gia khác. Trong thời kỳ Minh Trị (Meiji 明治, 1858-1912), đã có từ 200 tới 500 loại cây được đưa vào Nhật Bản, phần lớn từ châu Âu rồi về sau này từ Hoa Kỳ. Ngày nay do nạn phá rừng và mở mang các thành phố, rừng cây của Nhật Bản đã bị ảnh hưởng xấu, thêm vào là sự ô nhiễm và các trận mưa axít.
Nhật Bản vào thời cổ xưa đã được nối với châu Á nhờ thế đã có các thú vật di cư từ Triều Tiên và Trung Hoa qua. Nhật Bản có các loại thú đặc biệt, chẳng hạn như loài gấu nâu (higuma 羆) của đảo Hokkaido cao tới 2 mét và nặng 400 kilôgam và loài gấu nâu châu Á (tsukinowaguma ツキノワグマ) nhỏ hơn, cao tới 1,4 mét và nặng 200 kilôgam. Một giống thú đặc biệt khác là loài khỉ cỡ trung bình, cao khoảng 60 phân và có đuôi ngắn, thường thấy trên các đảo Honshu, Shikoku và Kyushu.
Nhật Bản là quốc gia có rất ít tài nguyên thiên nhiên. Trên các đảo Hokkaido và Kyushu có các mỏ than và kỹ nghệ khai mỏ lên tới cực điểm vào năm 1941, ngày nay hầu như các hầm mỏ này không hoạt động. Tất cả khoáng sản khác, kể cả dầu thô, đều phải nhập cảng từ nước ngoài.
Tại Nhật Bản, cây rừng cũng là một nguồn tài nguyên. Gỗ được dùng cho kỹ nghệ xây nhà và làm giấy nhưng việc sản xuất nội địa đã giảm hẳn vì Nhật Bản ưa nhập cảng loại gỗ rẻ tiền hơn từ các quốc gia nhiệt đới thuộc vùng Đông Nam Á.

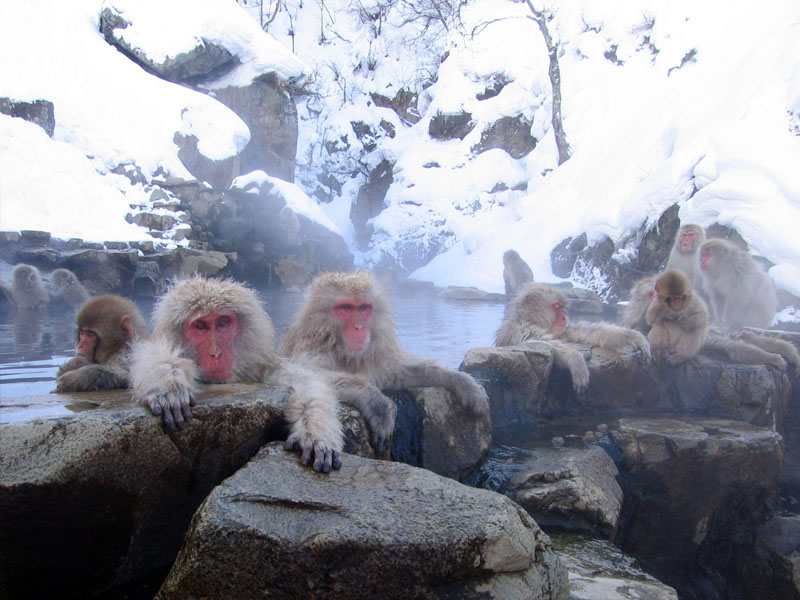
Những con khỉ Nhật Bản (danh pháp hai phần: Macaca fuscata) đang ngâm mình trong một suối nước nóng để tránh rét.

Một tài nguyên khác của Nhật Bản là cá biển. Nhật Bản có các hạm đội tàu đánh cá rất lớn, hoạt động trong các hải phận quốc tế. Nhật Bản cũng khai thác mạnh ngành du lịch với các khách sạn, các sân golf và loại kỹ nghệ này càng bành trướng, lại càng làm ô nhiễm môi trường sống trong khi người dân Nhật vẫn quý trọng thiên nhiên. Do sự phát triển đô thị, do các loại kĩ nghệ và việc bành trướng du lịch, môi trường sống của một số sinh vật đã bị ảnh hưởng xấu. Loại hạc (tancho タンチョウ) rất đẹp của hòn đảo Hokkaido đã từng làm đề tài cho các bức danh họa nhiều thế kỷ trước, nay đã bị tuyệt chủng. Sự ô nhiễm các dòng sông đã làm chết đi các loại cá chép và cá hồi. Loại gấu màu nâu cũng biến đi dần. Loại khỉ macaca chỉ còn thấy tại khu vực Nagano. Các khu giải trí dưới mặt nước cũng làm hư hỏng các vùng biển san hô thiên nhiên.
Để bảo vệ môi trường thiên nhiên, Nhật Bản có 28 công viên quốc gia (kokuritsu koen 国立公園) và 55 công viên bán công (kokutei koen 国定公園) với công viên Iriomote tại phía cực nam và công viên Sarobetsu ở mỏm cực bắc của hòn đảo Hokkaido. Các công viên quốc gia được quản trị trực tiếp và các công viên bán công được cai quản gián tiếp bởi Cơ quan Môi trường thuộc Văn phòng Thủ tướng.
Miền phía bắc đảo Honshu và đảo Hokkaido là hai nơi thưa dân, nên có nhiều công viên quốc gia lớn trong khi công viên lớn nhất là Công viên Quốc gia Nội Hải (Seto Naikai Kokuritsu Koen 瀬戸内海国立公園) trải dài 400 kilômét từ đông sang tây, nơi rộng nhất 70 kilômét và bao gồm hơn 1000 đảo nhỏ.

## Các vùng địa lý của Nhật Bản
Nhật Bản được chia làm chín vùng địa lý, gồm: Hokkaido, Tohoku, Kanto, Chubu, Kinki, Chugoku, Shikoku, Kyushu và Ryukyu.